# Natação no Campeonato Mundial de Esportes Aquáticos de 2019 - 200 m peito feminino
A prova dos 200 metros peito feminino da natação no Campeonato Mundial de Esportes Aquáticos de 2019 ocorreu nos dias 25 de julho e 26 de julho, em Gwangju, na Coreia do Sul. 

## Recordes
Antes desta competição, os recordes mundiais e do campeonato nesta prova eram os seguintes:
| Tipo                  | Atleta                | Tempo   | Local     | Data                |
| --------------------- | --------------------- | ------- | --------- | ------------------- |
|                       | Rikke Møller Pedersen | 2:19,11 | Barcelona | 1 de agosto de 2013 |
| Recorde do campeonato | Rikke Møller Pedersen | 2:19,11 | Barcelona | 1 de agosto de 2013 |

## Medalhistas
| Ouro                  | Prata                     | Bronze               |
| Yuliya Yefimova (RUS) | Tatjana Schoenmaker (RSA) | Sydney Pickrem (CAN) |

## Cronograma
Todos os horários são locais (UTC+9). 
| Data        | Hora  | Evento        |
| ----------- | ----- | ------------- |
| 25 de julho | 10:50 | Eliminatórias |
| 25 de julho | 21:21 | Semifinal     |
| 26 de julho | 20:50 | Final         |

## Resultados

### Eliminatórias
Esses foram os resultados das eliminatórias. Foram realizadas no dia 25 de julho com início às 10:50. 
| Pos. | Bateria | Raia | Nadadora                | Nacionalidade   | Tempo   | Notas            |
| ---- | ------- | ---- | ----------------------- | --------------- | ------- | ---------------- |
| 1    | 2       | 5    | Sydney Pickrem          | Canadá          | 2:24.53 | Q                |
| 2    | 3       | 5    | Tatjana Schoenmaker     | África do Sul   | 2:24.66 | Q                |
| 3    | 4       | 2    | Kaylene Corbett         | África do Sul   | 2:24.83 | Q                |
| 4    | 2       | 7    | Lisa Mamie              | Suíça           | 2:24.93 | Q,               |
| 5    | 4       | 3    | Kelsey Wog              | Canadá          | 2:25.01 | Q                |
| 5    | 4       | 4    | Yuliya Yefimova         | Rússia          | 2:25.01 | Q                |
| 7    | 2       | 2    | Fanny Lecluyse          | Bélgica         | 2:25.05 | Q                |
| 8    | 2       | 3    | Molly Renshaw           | Reino Unido     | 2:25.17 | Q                |
| 8    | 4       | 5    | Micah Sumrall           | Estados Unidos  | 2:25.17 | Q                |
| 10   | 2       | 6    | Ye Shiwen               | China           | 2:25.41 | Q                |
| 11   | 2       | 4    | Reona Aoki              | Japão           | 2:25.93 | Q                |
| 12   | 3       | 6    | Mariya Temnikova        | Rússia          | 2:25.98 | Q                |
| 13   | 3       | 3    | Jessica Vall            | Espanha         | 2:26.04 | Q                |
| 14   | 3       | 8    | Victoria Kaminskaya     | Portugal        | 2:26.06 | Q,               |
| 15   | 4       | 7    | Jenna Strauch           | Austrália       | 2:26.25 | Q                |
| 16   | 4       | 1    | Back Su-yeon            | Coreia do Sul   | 2:26.56 | Q                |
| 17   | 3       | 2    | Yu Jingyao              | China           | 2:26.77 |                  |
| 18   | 3       | 1    | Martina Carraro         | Itália          | 2:27.41 |                  |
| 19   | 4       | 6    | Marina García Urzainqui | Espanha         | 2:27.46 |                  |
| 20   | 4       | 8    | Viktoriya Zeynep Güneş  | Turquia         | 2:27.67 |                  |
| 21   | 3       | 7    | Jessica Hansen          | Austrália       | 2:29.18 |                  |
| 22   | 2       | 1    | Kotryna Teterevkova     | Lituânia        | 2:29.93 |                  |
| 23   | 2       | 8    | Sophie Hansson          | Suécia          | 2:29.97 |                  |
| 24   | 2       | 0    | Weronika Hallmann       | Polónia         | 2:30.22 |                  |
| 25   | 2       | 9    | Margaret Higgs          | Bahamas         | 2:30.50 | Recorde nacional |
| 26   | 4       | 0    | Anastasia Gorbenko      | Israel          | 2:30.67 |                  |
| 27   | 1       | 4    | Jenna Laukkanen         | Finlândia       | 2:31.68 |                  |
| 28   | 4       | 9    | Alina Zmushka           | Bielorrússia    | 2:35.58 |                  |
| 29   | 1       | 5    | María Jiménez           | México          | 2:37.49 |                  |
| 30   | 1       | 3    | Amy Micallef            | Malta           | 2:44.30 |                  |
| 31   | 1       | 6    | Cheang Weng Lam         | Macau           | 2:46.10 |                  |
| 32   | 1       | 2    | Tilali Scanlan          | Samoa Americana | 2:52.56 |                  |
| 33   | 1       | 7    | Sajina Aishath          | Maldivas        | 3:04.53 |                  |
| 34   | 3       | 4    | Lilly King              | Estados Unidos  | DSQ     | DSQ              |
| 34   | 3       | 0    | Niamh Coyne             | Irlanda         | DNS     | DNS              |
| 34   | 3       | 9    | Jamie Yeung             | Hong Kong       | DNS     | DNS              |

### Semifinal
Esses foram os resultados das semifinais. Foram realizadas no dia 25 de julho com início às 21:21 
Semifinal 1
| Pos. | Raia | Nadadora            | Nacionalidade | Tempo   | Notas            |
| ---- | ---- | ------------------- | ------------- | ------- | ---------------- |
| 1    | 3    | Yuliya Yefimova     | Rússia        | 2:21.20 | Q                |
| 2    | 4    | Tatjana Schoenmaker | África do Sul | 2:21.79 | Q,               |
| 3    | 6    | Molly Renshaw       | Reino Unido   | 2:23.16 | Q                |
| 4    | 2    | Ye Shiwen           | China         | 2:23.49 | Q                |
| 5    | 5    | Lisa Mamie          | Suíça         | 2:24.47 | Recorde nacional |
| 6    | 7    | Mariya Temnikova    | Rússia        | 2:24.55 |                  |
| 7    | 1    | Victoria Kaminskaya | Portugal      | 2:25.67 | Recorde nacional |
| 8    | 8    | Back Su-yeon        | Coreia do Sul | 2:26.29 |                  |

Semifinal 2
| Pos. | Raia | Nadadora        | Nacionalidade  | Tempo   | Notas |
| ---- | ---- | --------------- | -------------- | ------- | ----- |
| 1    | 4    | Sydney Pickrem  | Canadá         | 2:23.11 | Q     |
| 2    | 6    | Fanny Lecluyse  | Bélgica        | 2:23.76 | Q,    |
| 3    | 3    | Kelsey Wog      | Canadá         | 2:24.17 | Q     |
| 4    | 5    | Kaylene Corbett | África do Sul  | 2:24.18 | Q     |
| 5    | 2    | Micah Sumrall   | Estados Unidos | 2:25.41 |       |
| 6    | 8    | Jenna Strauch   | Austrália      | 2:26.65 |       |
| 7    | 7    | Reona Aoki      | Japão          | 2:27.95 |       |
| 8    | 1    | Jessica Vall    | Espanha        | 2:28.11 |       |

### Final
A final foi realizada em 26 de julho às 20:50. 
| Pos.              | Raia | Nadadora            | Nacionalidade | Tempo   | Notas |
| ----------------- | ---- | ------------------- | ------------- | ------- | ----- |
| Medalha de ouro   | 4    | Yuliya Yefimova     | Rússia        | 2:20.17 |       |
| Medalha de prata  | 5    | Tatjana Schoenmaker | África do Sul | 2:22.52 |       |
| Medalha de bronze | 3    | Sydney Pickrem      | Canadá        | 2:22.90 |       |
| 4                 | 2    | Ye Shiwen           | China         | 2:23.15 |       |
| 5                 | 6    | Molly Renshaw       | Reino Unido   | 2:23.78 |       |
| 6                 | 1    | Kelsey Wog          | Canadá        | 2:25.14 |       |
| 7                 | 7    | Fanny Lecluyse      | Bélgica       | 2:25.23 |       |
| 8                 | 8    | Kaylene Corbett     | África do Sul | 2:26.62 |       |

Legenda
| Recorde mundial       | Recorde mundial (World record)               |                       | Recorde africano                      | Recorde africano (African) |                                           | Q | Classificado por posição (Qualified) |
| Recorde do campeonato | Recorde do campeonato (Championship record)  | Recorde da América    | Recorde da América (Americas)         | q                          | Classificado por melhor tempo (Qualified) |   |                                      |
| Melhor marca do ano   | Melhor marca do ano (World leading)          | Recorde asiático      | Recorde asiático (Asian)              | DNS                        | Não largou (Did not start)                |   |                                      |
| Recorde nacional      | Recorde nacional (National record)           | Recorde europeu       | Recorde europeu (European)            | DNF                        | Não terminou (Did not finish)             |   |                                      |
| Recorde pessoal       | Recorde pessoal do atleta (Personal best)    | Recorde da Oceania    | Recorde da Oceania (Oceania)          | DSQ / DQ                   | Desclassificado (Disqualified)            |   |                                      |
| Recorde da temporada  | Recorde da temporada do atleta (Season best) | Recorde sul-americano | Recorde sul-americano (South America) | NM                         | Sem marca (No mark)                       |   |                                      |